# Kleinbettingen vasútállomás
Kleinbettingen vasútállomás Luxemburgban, Steinfort településen található.

## Vasútvonalak
Az állomást az alábbi vasútvonalak érintik:
- CFL 50-es vonal

## Kapcsolódó állomások
A vasútállomáshoz az alábbi állomások vannak a legközelebb:
- Arlon railway station